# مسجد وسط أوساكا
مسجد وسط أوساكا أو مسجد أوساكا هو مسجد يقع في مدينة أوساكا عاصمة محافظة أوساكا في اليابان.

## التاريخ
منذ فترة طويلة والمسلمين في أوساكا يحلمون بوجود مسجد في وسط المدينة، الذي يمكن أن يكون مركزا لجمع جميع المسلمين في أوساكا، وبمباركة من الله تم الانتهاء نت بناء مسجد وسط أوساكا في عام 2010، يقع مسجد أوساكا في المنطقة الوسطى من مدينة أوساكا، وتبلغ مساحة الأرض الاجمالية 264 متر مربع، والمساحة الإجمالية لمبنى المسجد 775 متر مربع، المبنى مكون من أربعة طوابق مع فتح سقف كل طابق، وكل طابق يتكون من قاعة كبيرة مع مراحيض منفصلة، تبلغ الطاقة الاستيعابية للمسجد 600 مصلي في وقت واحد.

## البناء
يتكون مبني مسجد وسط أوساكا من أربعة طوابق مقسمة على التالي :
- الطابق الأول : محل للطعام الحلال، ومكان مخصص للوضوء للرجال، ومراحيض رجال .
- الطابق الثاني : غرفة صلاة للرجال، غرفة صلاة للنساء، مكان لوضوء النساء، مراحيض للنساء .
- الطابق الثالث : مدرسة .
- الطابق الرابع : اقامة للإمام، مطبخ، قاعة طعام .

## وصلات خارجية
- الموقع الرسمي لمسجد وسط أوساكا
- البوم صور مسجد وسط أوساكا